# Felipe Alou
Pour les articles homonymes, voir Alou (homonymie).
 (août 2015).
Si vous disposez d'ouvrages ou d'articles de référence ou si vous connaissez des sites web de qualité traitant du thème abordé ici, merci de compléter l'article en donnant les références utiles à sa vérifiabilité et en les liant à la section « Notes et références ».
Felipe Rojas Alou (né le 12 mai 1935 à Bajos de Haina, République dominicaine) est un ancien joueur et gérant des Ligues majeures de baseball. Il a évolué pour les Giants de San Francisco, dont il a aussi été le gérant.Il est celui qui a cumulé le plus de victoires à la barre des Expos de Montréal, qu'il a dirigé pendant une décennie. Il a été nommé gérant de l'année dans la Ligue nationale en 1994.
Le premier joueur dominicain à accéder aux Ligues majeures, il est le frère de deux anciens joueurs, Matty et Jesus Alou, le père du joueur étoile Moises Alou et l'oncle du lanceur de relève Mel Rojas.

## Carrière en tant que joueur
Felipe Alou a grandi dans une famille pauvre en République dominicaine. Athlète talentueux, il hésite entre l'athlétisme (il est lanceur de javelot) et le baseball, pour finalement opter pour le second choix et se joindre à l'équipe de son pays, qui remporte la médaille d'or aux Jeux panaméricains de 1955.
Toujours étudiant à l'université, Alou accepte de signer un contrat avec les Giants de San Francisco en 1955, pour une somme de seulement 200 dollars, qu'il est contraint d'accepter, sa situation financière étant précaire.[réf. souhaitée]
Il devient en 1958 le premier joueur originaire de République dominicaine à prendre part à un match de baseball majeur aux États-Unis, alors qu'il endosse les couleurs des Giants durant la saison 1958. En 1962, sa moyenne au bâton s'élève à ,316, avec 25 circuits et 98 points produits, ce qui lui vaut une sélection pour le match d'étoiles, un exploit qu'il répétera à deux autres reprises, en 1966 et 1968.
En 1959, Felipe Alou est rejoint par ses deux frères, Matty et Jesus. Ils formeront le premier champ extérieur composé uniquement de frères.[réf. nécessaire] Les trois Alou seront aussi le premier trio de frères à se présenter au bâton en ordre, l'un après l'autre... et éventuellement le premier trio de frères à être retiré en ordre au cours d'une même manche.
Felipe Alou fut échangé aux Braves de Milwaukee en 1964. Deux ans plus tard, en 1966, alors que les Braves déménagent de Milwaukee à Atlanta, il connait sa meilleure saison en carrière, frappant pour ,327 en 666 présences au bâton avec 31 circuits, 218 coups sûrs, 122 points marqués (un sommet dans la ligue cette année-là). Sa moyenne au bâton fut la deuxième plus élevée de la Ligue nationale, derrière son frère Matty Alou, qui remporta le championnat des frappeurs avec une moyenne de ,373.[réf. nécessaire]
Felipe connut également une saison remarquable en 1968, frappant pour ,317, dominant la Ligue nationale avec 210 coups sûrs et 662 présences au bâton.
Alou a également évolué pour les A's d'Oakland (en 1970 et 1971), les Yankees de New York (de 1971 à 1973), les Expos de Montréal (pendant 19 matchs en 1973) et pour les Brewers de Milwaukee (seulement 3 parties en 1974).
Au total, en 17 ans de carrière au baseball majeur, Felipe Alou a maintenu une moyenne de ,286, avec 206 coups de circuits, 852 points produits, 2101 coups sûrs et 985 points marqués en 2082 matchs. Il a évolué comme voltigeur aux trois positions du champ extérieur (736 parties au champ droit, 483 au champ centre, 433 au champ gauche). Il a mené la Ligue Nationale à deux reprises pour les coups sûrs et une fois pour les points marqués. Il a frappé un circuit comme premier frappeur d'une rencontre à 20 occasions.[réf. nécessaire]

## Carrière comme gérant

### Ligues mineures
Après sa carrière de joueur, les Expos de Montréal recrutent Felipe Alou comme instructeur des frappeurs puis gérant de leurs clubs des ligues mineures. Les Giants de San Francisco lui offrent un poste de gérant dans la Ligue nationale en 1985, mais Alou décline l'offre, préférant demeurer fidèle à l'organisation qui l'employait.

### Expos de Montréal
En 1992, alors que les Expos sont en déroute sous les ordres de Tom Runnells, incapable de relever l'équipe depuis le congédiement de leur gérant depuis des années, Buck Rodgers, congédié la saison précédente, Felipe Alou se voit octroyer le poste de gérant du grand club le 22 mai, à peine dix jours après son 57e anniversaire de naissance. Il est le premier gérant dominicain de l'histoire des majeures. Alou relève la jeune équipe, qui termine deuxième dans la division Est de la Ligue nationale, avec 87 victoires contre 75 défaites.
Dirigeant un noyau de joueurs prometteurs et talentueux, composé de Marquis Grissom, John Wetteland, son fils Moises Alou, son neveu Mel Rojas, le Canadien Larry Walker et Delino DeShields (échangé en 1993 durant la saison morte pour le futur gagnant du trophée Cy Young Pedro Martínez), Felipe Alou dirige l'équipe vers ce qui aurait pu être, en 1994, la meilleure saison de son histoire. Malheureusement, le 12 août 1994, les joueurs du baseball majeur déclenchent une grève qui mettra un terme à la saison régulière, provoquera l'annulation des séries d'après-saison et de la Série mondiale. Au moment où le jeu est interrompu, les Expos dominent tout le baseball majeur avec 74 victoires contre seulement 40 défaites et sont les favoris pour les grands honneurs.
Manquant de revenus et incapables de convaincre les gouvernements et le secteur privé de la nécessité de construire un nouveau stade, la direction de l'équipe montréalaise procédera dès 1995 à une vente de feu. La plupart des joueurs seront échangés pour sauver de l'argent, et Felipe Alou devra diriger les formations que l'on voudra bien lui donner, composées souvent de joueurs sans expérience et de vétérans dont les autres clubs ne veulent plus. Malgré plusieurs saisons difficiles, Alou se débrouille comme il peut. Un favori des partisans, qui désertent de plus en plus le Stade olympique, il est généralement très apprécié pour sa personnalité affable, son respect des amateurs et des journalistes qui couvrent l'équipe, et sa fidélité au club, alors que ses services sont convoités par des équipes beaucoup plus fortunées. Présence constante et fiable au sein d'une équipe mal aimée, à l'alignement éphémère, il attire la sympathie du grand public, qui lui reconnaît le talent de réaliser ce qui, dans les circonstances, tient parfois du miracle. En 1996, lors de la saison recrue de Vladimir Guerrero, les Expos termineront même au deuxième rang de leur division, mais ne pourront se qualifier pour les séries.
Felipe Alou est le meilleur gérant de l'histoire des Expos de Montréal en termes de victoires, détenant le record d'équipe de 691 triomphes, le tout en 1409 matchs dirigés, un autre record. Il a remporté le titre de gérant de l'année dans la Ligue nationale de baseball en 1994, et s'est classé à trois autres reprises dans les 3 finalistes pour cet honneur.
Plus ou moins apprécié des nouveaux dirigeants de l'équipe, Jeffrey Loria et David Samson, Felipe Alou est congédié en 2001 pour être remplacé par Jeff Torborg.

### Giants de San Francisco

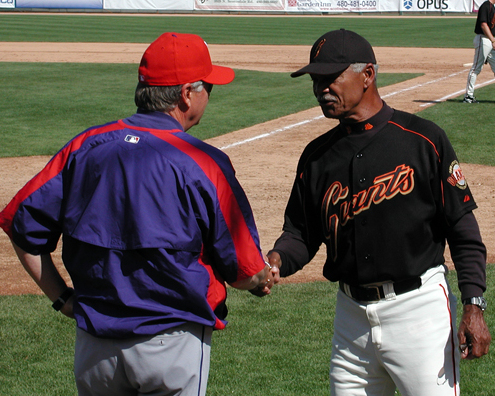
Felipe Alou (à droite) en 2005.

Après son congédiement, Felipe Alou refuse plusieurs offres, notamment une des Red Sox de Boston. En 2002, il accepte de servir d'assistant au manager par intérim des Tigers de Detroit, Luis Pujols, qui vient juste d'être nommé. Pujols est un ancien instructeur des Expos dans les années 1990.
En 2003, les Giants de San Francisco engagent Felipe Alou comme gérant. À sa première saison en remplacement de Dusty Baker, parti de son propre chef diriger les Cubs de Chicago après une défaite en Série mondiale en 2002, Alou dirige une équipe gagnante de 100 matchs (le neuvième club seulement dans l'histoire du baseball à passer chaque jour de la saison au premier rang de sa division), et devient la première personne dans l'histoire de l'équipe à amener la formation en séries à sa première année comme gérant. Les Giants, champions de la section Ouest, seront cependant éliminés en 4 parties par les futurs gagnants de la Série mondiale, les Marlins de la Floride lors de la Série de division de la Ligue nationale. Ironiquement, le nouveau propriétaire des Marlins est Jeffrey Loria, responsable d'avoir chassé Alou de Montréal.
En 2004, les Giants terminent à seulement deux matchs des Dodgers de Los Angeles, champions de division, et ratent par un match la qualification aux éliminatoires. Ils seront évincés de la course lors de la dernière partie de l'année. La saison 2005 est difficile, marquée par de nombreux blessés. Felipe Alou obtient néanmoins une prolongation de contrat, malgré le fait que les Giants aient maintenu leur pire dossier depuis 1996. En 2006, après une course au championnat âprement disputée, San Francisco s'effondre, perd 13 de ses 15 dernier matchs. L'équipe finit troisième dans l'Ouest avec une fiche de 75-86. Felipe Alou est congédié après quatre saisons à la barre de l'équipe.

### Classique mondiale de baseball
En 2009, Alou a dirigé l'équipe de République dominicaine à la Classique mondiale de baseball. L'équipe a été éliminée en ronde de qualification, prenant la neuvième place du tournoi sur seize nations.

## Honneurs
Felipe Alou est intronisé au Temple de la renommée du baseball canadien le 13 juin 2015.

## Vie personnelle
Felipe Alou est marié en secondes noces à Lucie Gagnon, originaire de Laval, Québec. Le couple a uni sa destinée le 15 mars 1986. Ils ont deux enfants, Valérie (née le 11 avril 1987) et Felipe Jr. (né le 4 mars 1992), qui parlent tous français, anglais et espagnol.
Avec son épouse précédente, Alou a eu 8 enfants, quatre filles (Maria, Christia, Cheri et Jennifer) et quatre fils (Jose, Moises, Felipe Jose et Luis). Jose a évolué au sein de l'organisation des Expos, sans atteindre les majeures, Felipe Jose a été repêché par les Royals de Kansas City en 1998 et Luis a signé avec Baltimore en septembre 1999. En 2008, Felipe Jose a été nommé superviseur du développement des joueurs appartenant aux Orioles en République dominicaine. Moises Alou est le plus connu, ayant joué dans les majeures de 1990 à 2008. Il a évolué sous les ordres de son père chez les Expos (de 1992 à 1996) et chez les Giants (2005-2006).

## Anecdotes
- Felipe Alou a remporté sa 700e victoire comme gérant dans un gain des Giants, 2-1 sur les Dodgers de Los Angeles, le 10 avril 2003.
- En 2006, Felipe Alou fut au cœur d'une polémique lancée par le commentateur des matchs des Giants de San Francisco, Larry Krueger. Ce dernier, enragé par les insuccès du club, fit des commentaires au sujet des nombreux joueurs originaires d'Amérique latine, les qualifiant de 'Caribbéens sans cervelle' qui selon lui parasitaient un club dont ils ne méritaient pas de faire partie (brain-dead Caribbean hitters hacking at slop nightly). Extrêmement offensé, Felipe Alou annula sur le champ une interview avec Krueger, refusa les excuses formulées plus tard par le commentateur, qu'il traita publiquement de 'messager de Satan'. En raison des propos racistes tenus en ondes, Larry Krueger fut congédié peu de temps après par la station KNBR qui l'employait.